# Centaurea sylvatica
Centaurea sylvatica là một loài thực vật có hoa trong họ Cúc. Loài này được Pourr. mô tả khoa học đầu tiên năm 1788.